# Тони Димитрова
Антоанета Димитрова Петкова, по-известна с артистичния си псевдоним Тони Димитрова, е българска поп певица.

## Биография

### Ранни години
Тони Димитрова е родена на 10 януари 1963 г. в град Бургас, но едва през 1977 г. заживява там. Преди това израства в с. Звездец (родното място на баща ѝ;), след това в Сливен. Баща ѝ е военен, майка ѝ – учителка; има и брат, Йордан, който е с 4 години по-голям от нея. Той умира на 7 ноември 2020 г. след тежко боледуване от COVID-19. Завършва гимназия в гр. Бургас и след това изкарва курсове по машинопис и стенография в Стара Загора. Благодарение на курсовете започва да работи като машинописка в общинската администрация на града. Никога не е предполагала, че ще се занимава с музика – най-вече заради ниския си дрезгав глас. Дори я изключват от училищния хор заради шумове в гласа. След няколко години работа като машинописка, се отказва от тази работа и започва да се занимава сериозно с музика. През 1988 г. приятелка я завежда в самодейна група и я харесват да пее с тях по заведения. След 3 месеца си купува първия микрофон. С него излиза за първи път на сцена в Слънчев бряг.

### Кариера като певица
След като изоставя работата си на машинописка през 1990 г., Тони започва да пее в заведения в Бургас. През 1995 година се явява на конкурс, организиран от Ева и Гого от популярната през 70-те години на ХХ в. група „Тоника“. В журито на конкурса е Стефан Диомов, който търси хора за попълнение на тогавашната група „Горещ пясък“. Още на следващия ден ѝ правят пробни записи в студио „Горещ пясък“ и през януари 1996 година е назначена за солистка на оркестъра. С това започва кариерата ѝ на професионална певица.
През лятото на 1996 година участва в конкурса „Бургас и морето“, където ѝ е присъдена 3-та награда за песента „Ах, морето“, превърнала се във визитна картичка на певицата. Тя влиза в първия ѝ самостоятелен албум „Ах, морето“, издаден през 1997 година. През 1999 година Стефкос мюзик издава албума „Как си, Тони?“, от който в големи хитове се превръщат дуетните песни „Приливът на любовта“ (с Жан Шейтанов) и „За кой ли път“ (с Борис Гуджунов). През 2001 година следва нов албум – „Съмва се“. От него с най-голям успех се ползват дуетът с Орлин Горанов – „Още те обичам“, „Малка водка с портокалов сок“, „Бургас и момчето“. Още на следващата 2002 година успява да издаде нов албум „Тони Димитрова – дуети“, който включва дуети с Веселин Маринов, Орлин Горанов, Георги Найденов – Гого, Пламен Ставрев, Васил Найденов. Сред най-успешните ѝ дуети е песента „За кой ли път“ с Борис Гуджунов.
През 2003 година са издадени компилациите „Сребърна колекция 1“ и „Сребърна колекция 2“. Открояват се хитовете: „Ах, морето“, „Веднъж се живее“, „Старият капитан“, „За тебе хората говорят“, „Балкански синдром“, „Приливът на любовта“ (с Жан Шейтанов), „За кой ли път“, „Още те обичам“, „Между два сезона“, „Малка водка с портокалов сок“, „Бургас и момчето“, „Съмва се“, „Чаша кафе“ (с Пламен Ставрев).     
През 2004 година излиза петия студиен албум „Made in Burgas“ с хитовете: „По пътя“, „Бавната река“, „Нито ден е, нито вечер“.
През 2005 година е издадена компилацията „Най-доброто досега“, която съдържа утвърдените хитове: „За тебе хората говорят“, „Балкански синдром“, „Там, край бавната река“, „Още те обичам“, „Малка водка с портокалов сок“, „За кой ли път“, „Чаша кафе“, „Нито ден е, нито вечер“ и „Ах, морето“.
През 2007 година Тони Димитрова издава шестия си студиен албум „Обещания“ с хитовете: „Обещания“, „Тръгвай, щом решил си“, „Песента на щурците“, „Сахара блус“, „Say you would“ и „Шепа пепел, две сълзи“.
През есента на 2010 година Тони Димитрова участва във „Великолепната шесторка 2“ – риалити шоу, известно с благородната си кауза – да подсигури приемни семейства на много изоставени по домовете деца. Участва в дует с известния български артист Светослав Пеев.
През 2011 година Тони Димитрова издава седмия си студиен албум „Добър вечер, добър ден“ с хитовете: „Добър вечер, добър ден“, „Първите две сълзи“, „Дрийм танго“, „Когато си с мен“, „Там, където те има“, „Есен в Бургас“, „Лятно кино“, „Идват старите приятели“.
През есента на 2017 година Тони Димитрова стартира турне с проекта „Моите неизпратени писма“ и реализира над 70 концерта в цялата страна (информацията е до юни 2019). Идеята и сценария е на Юлия Манукян, аранжиментите и оркестрациите са на Георги Милтиядов, режисурата на Тодор Мадолев. Под съпровода на Филхармония „Димитър Ненов“ и бенд в състав: Росен Сеновски (китари), Мирослав Станчев (вокал), Даниел Желев (ударни) и Иво Дуков (пиано). Диригент на проекта е Левон Манукян.
На 20 юни 2018 г. е премиерата на новата песен „Сто горещи дни“. Текстът е дело на Явор Велчев и Росен Сеновски, музиката е на Явор Велчев, а аранжимента е на Иван Христов. 
На 9 април 2019 г. излиза песента „Изгубена“. Текстът и музиката са на Росен Сеновски, а аранжимента е на Росен Сеновски и Нивелин Мирков. 
На 22 юни 2021 г. след дълга пауза излиза новата ѝ песен – „Любов в сегашно време“. Текстът е дело на Красимир Трифонов, а автор на музиката и аранжимента е Светослав Лобошки.
На 8 септември 2021 г. излиза песента „Близкият“ с участието на Стефан Илчев. Текстът е дело на Асен Йорданов, а автор на музиката и аранжимента е Светослав Лобошки.
На 5 октомври 2022 г. е издадена песента „Срещу вятъра“ с участието на Братя Аргирови. Текстът е дело на Александър Петров, музиката е на Благовест Аргиров, а аранжимента е на Красимир Гюлмезов.
През 2023 г. е издаден нейния осми студиен албум – „Любов в сегашно време“.
На 12 май 2023 г. е издадена песента „Името ти е жена“ с участието на Братя Аргирови. Текстът е дело на Михаил Белчев, музиката е на Благовест Аргиров, а аранжимента е на Ангел Дюлгеров.
На 10 юни 2023 г. тя изнася концерт в зала 1 на НДК. На рождения си ден на 10 януари 2024 г., тя отново изнася концерт в зала 1 на НДК.
На 16 февруари 2024 г. е издадена песента „Любов поне“ с участието на Братя Аргирови и Христо Стоичков. Автор на текста е Иван Тенев, а автор на музиката е Благовест Аргиров.
На 8 юни 2024 г. Тони Димитрова отново изнася концерт в зала 1 на НДК.

## Награди
| Година | Награда          | Песен / Композитор                      | Фестивал                                    | Град / Държава |
| ------ | ---------------- | --------------------------------------- | ------------------------------------------- | -------------- |
| 1997   | Голямата награда | „Старецът и морето“ (м. Стефан Маринов) | Фестивал за забавна песен „Бургас и морето“ | Бургас         |
| 1996   | II награда       | „Ти, аз и морето“ (м. Стефан Маринов)   | Фестивал за забавна песен „Бургас и морето“ | Бургас         |
| 1995   | III награда      | „Ах, морето...“ (м. Стефан Маринов)     | Фестивал за забавна песен „Бургас и морето“ | Бургас         |

## Дискография

### Студийни албуми
| Година | Албум                    | Вид | Издател        | Каталожен номер |
| ------ | ------------------------ | --- | -------------- | --------------- |
| 1997   | „Ах, морето...“          | CD  | Мега музика    | 20012           |
| 1999   | „Как си, Тони?“          | CD  | Стефкос мюзик  | SM9909004       |
| 2001   | „Съмва се...“            | CD  | Стефкос мюзик  | SM0112045       |
| 2002   | „Дуети“                  | CD  | Стефкос мюзик  | SM0211057       |
| 2004   | „Made in Burgas“         | CD  | Стефкос мюзик  | SM0405182       |
| 2007   | „Обещания“               | CD  | Стефкос мюзик  | MK52734         |
| 2011   | „Добър вечер, добър ден“ | CD  | Стефкос мюзик  | МК55686         |
| 2023   | „Любов в сегашно време“  | CD  | Тони Димитрова |                 |

### Компилации
| Година | Албум                 | Вид  | Издател       | Каталожен номер |
| ------ | --------------------- | ---- | ------------- | --------------- |
| 2003   | „Сребърна колекция 1“ | 2 CD | СтефКос мюзик | SSC04002        |
| 2003   | „Сребърна колекция 2“ | 2 CD | СтефКос мюзик | SSC04001        |
| 2005   | „Най-доброто досега“  | CD   | СтефКос мюзик | SM0512100       |